# Strathfield South
Strathfield South är en del av en befolkad plats i Australien. Den ligger i kommunen Strathfield och delstaten New South Wales, i den sydöstra delen av landet, omkring 12 kilometer väster om delstatshuvudstaden Sydney. Antalet invånare är 3 213.
Runt Strathfield South är det mycket tätbefolkat, med 3 895 invånare per kvadratkilometer.. Närmaste större samhälle är Sydney, omkring 12 kilometer öster om Strathfield South. 
Runt Strathfield South är det i huvudsak tätbebyggt. Genomsnittlig årsnederbörd är 1 380 millimeter. Den regnigaste månaden är februari, med i genomsnitt 200 mm nederbörd, och den torraste är juli, med 36 mm nederbörd.